# آتشي كاستيلو
آتشي كاستيلو (بالإيطالية: Aci Castello)‏ هي مدينة وبلدية في مقاطعة كاتانيا في صقلية جنوبي إيطاليا. تقع المدينة 9 كم شمال كاتانيا على الساحل المتوسطي. القطاعات الاقتصادية الرئيسية هي الزراعة والصناعة (في كاتانيا). يجاور المدينة اشي كاتينا وأتشيريالي وكاتانيا وسان جريجوريو دي كاتانيا وفالفيردي.

## السكان
تطور النمو السكاني لـ آتشي كاستيلو